# Руденківсько-Пролетарський нафтогазоносний район
Руденківсько-Пролетарський нафтогазоносний район — належить до Східного нафтогазоносного регіону України. За геотектонічною будовою, територія НГР аналогічна Антонівсько-Білоцерківському НГР, хоча відрізняється від нього збільшеними потужностями осадових комплексів. В межах району розвідані родовища вуглеводнів з покладами у відкладах середнього і нижнього карбону, також девону. Промислові скупчення вуглеводнів встановлені не тільки в теригенних типах колекторів склепінних покладів з літологічним, стратиграфічним і тектонічним екрануванням, але і в пастках пластового неантиклінального типу (Руденківське родовище) і зонального типу в рифогено-карбонатних комплексах (Богатойське родовище). В районі виділені окремі зони: Михайлівсько-Левенцівська зона газонафтонакопичення з подвійним структурним контролем, Потичансько-Зачепилівська, Решетняківсько-Суходільська і Руденківська зони нафтогазонакопичення з полуторним структурним контролем.